# Danh sách bộ phim Síp nổi tiếng
Dưới đây là danh sách các bộ phim Síp nổi tiếng:

## 1
- một trong 1 triệu (2005)

## A
- Afti i nihta meni (1999)
- Agapanthemon (1982)
- Agapes kai kaimoi (1971)
- Akamas (2006)
- Anastenazoun oi penies (1970)
- Anazitontas tin eftihia (1972)
- Attilas '74 (1974)
- Aviotes mnimes (2000)
- Avrianos polemistis (1981)

## B
- Bar (2001)

## C
- Çamur (2003)
- Cuba của Castro (1989) (TV)
- Vườn anh đào (1999)
- Cypriot National Final (2005) (TV)

## D
- Dakrya kai diplopennies (1969)
- Diakopes stin Kypro mas (1971)
- Dont make a sound (2009)
- Dromoi kai portokalia (1996)
- Dyo ilioi ston ourano (1991)
- Deserted (Απομόνωση)

## E
- Ego... kai to pouli mou (1982)
- Eidan ta matia mas giortes (2000)
- Ena koritsi pou ta thelei ola (1972)
- Espresso (2000)

## F
- Forgetting Aphrodite (2004)
- Ftero tis mygas, To (1995)

## H
- Honey and Wine (2006)
- House of the Insect (2002)

## I
- Idoni tis diastrofis (1974)
- If Aphrodite had arms (2007)

## K
- Kai to treno pai ston ourano (2002)
- Kalabush (2002)
- Kato apo ta asteria (2001)
- Kavafis (1996)
- Kokkinos drakos (1998)
- Kyklos tis amartias
- Kyrios me ta gri, O (1997)
- Kayip Otobus (2007)
- Kypron, ou m' ethespisen...(Helen) (1962)

## L
- Leptomereia stin Kypro (1987)
- Lesvia, I (1975)

## M
- Malgaat (2005)
- Mavri Emmanouella, I (1979)
- Mavrosoufitsa (2002)
- Me ton Orfea ton Avgousto (1995)

## N
- Nisi tis Afroditis, To (1965)

## P
- Pharmakon (2006)
- Private Movies: Lady of the Rings (2005)
- Private Movies: Lady of the Rings 2 (2005)

## R
- Resurrection (2006)
- Road to Ithaca, The (1999)

## S
- Sfagi tou kokora, I (1996)
- Social Dinner (2003)

## T
- Tama, To (2000)
- Teleftaio fili, To (1970)

## V
- Vasiliki (1997)
- Viasmos tis Afroditis, O (1985)
- Visions of Europe (2004)
- Vukovar poste restante (1994)

## W
- The Wastrel (1961)